# ふるさと切手
ふるさと切手（―きって）は日本において1989年より発行されている、ふるさとを題材とする切手シリーズの一つである。
当初は地方切手と呼ばれていたが、切手収集家による愛称であった「ふるさと切手」が後に正式名称化した。2007年までは発売地域を限定されていたが、2008年以降は全国発売されている。

## 概要
日本で使用される日本切手は原則として全国の郵便局で販売されている。しかしふるさと切手の発売地域は限定されていた。なお、最初に発行されたのは1989年4月1日のことで、長野県版「お猿の温泉」と山形県版「サクランボ」であった。
1989年に当時の郵政省がふるさと切手を発行しはじめた時期には、全国にある郵政局ごとに切手の企画をおこなっていたため、原則的にその郵政局の管内のみの販売だった。ただし当初は東京中央郵便局で全地域のふるさと切手を販売していたほか、全国の中央郵便局などでも販売しており、事実上全国で販売されていた。また郵政省は当初「地方切手」と呼んでいたが、「地方切手」は世界的には特定地域のみで販売されるというだけではなく、郵便に利用できるのも販売地域に限定される切手に対する分類であり、全国どこでも使用できる切手としては不適切であった。そのため、1990年4月に切手収集家の団体「日本郵趣協会」の提案で「ふるさと切手」と命名された。郵政省の報道資料では、1990年3月1日発行の北海道版「第2回アジア冬季競技大会」までは「地方切手」、同年4月18日発行の富山版「立山・称名滝」以後は「ふるさと切手」と表記されている。
ふるさと切手はふるさとに関するテーマで発行されることから特殊切手の性格もあったが、ふるさと切手には地方博覧会を記念する切手も記念切手と同様なものもあった。また好評なふるさと切手については増刷される場合もあり、その点では普通切手の性格があった。そのため、ふるさと切手は特別な位置づけにあるといえる。また額面も発行時の葉書料金用と定型内封書基本料金に相当するものしか発行されたことが無い。なお、発行時に他の記念切手とふるさと切手との区別の手段として、切手の日本語国名表記「日本郵便」が篆書体であるのに対し、ふるさと切手は2007年度以前に発行されたものは楷書体風になっている。

## 発売地域
前述のように、企画した郵政局管内に限定されていたが、それ以外は広義の記念・特殊切手ともいえた。郵政局であるが、日本郵政公社に移行後は支社となった。また郵政省及び郵政事業庁時代の郵政局は11あったが、沖縄県は地方支分部局として沖縄郵政管理事務所（現在は沖縄支社）が管理していたため、一県のみで発行していた。
原則としてふるさと切手は各郵政局管内でのみ販売されていたが、全国各地にある中央郵便局で販売されたほか、東京都や信越郵政局管内などの主要局で必ず販売していたほか、全国各地の特定郵便局などでも他地域のふるさと切手を取り寄せて販売していたことから事実上全国発売であった。
| 地方郵政局名       | 管轄都道府県                                             |
| ------------------ | -------------------------------------------------------- |
| 北海道郵政局       | 北海道                                                   |
| 東北郵政局         | 青森県、岩手県、秋田県、宮城県、山形県、福島県、         |
| 関東郵政局         | 群馬県、栃木県、茨城県、埼玉県、千葉県、神奈川県、山梨県 |
| 東京郵政局         | 東京都                                                   |
| 信越郵政局         | 長野県、新潟県                                           |
| 北陸郵政局         | 富山県、石川県、福井県                                   |
| 東海郵政局         | 愛知県、三重県、静岡県                                   |
| 近畿郵政局         | 大阪府、京都府、滋賀県、和歌山県、奈良県、兵庫県         |
| 中国郵政局         | 広島県、岡山県、山口県、鳥取県、島根県                   |
| 四国郵政局         | 愛媛県、香川県、徳島県、高知県                           |
| 九州郵政局         | 福岡県、佐賀県、長崎県、大分県、熊本県、宮崎県、鹿児島県 |
| 沖縄郵政管理事務所 | 沖縄県                                                   |

ふるさと切手の切手シートの余白には切手のタイトルと供に「信越-1」といった地方郵政局別の切手発行順の整理番号が付けられていた。また他にも印刷を担当した印刷局や企業を明記する銘版と切手発行日を示す「H11.1.11」といった元号による日付表示もあった。なお日付表示であるが、好評なふるさと切手のうち後に増刷されたものがあるが、日付は変更されないため通常その区別は困難であった。銘版については印刷局の改名や担当企業の変更によって増刷分のふるさと切手であることがわかる場合もある。また増刷した際に額面が変更されたり異なる時期に発行された切手と同じシートにして販売されたものもある。
また、上記の販売地域であるが2005年からは神奈川県と山梨県の2県で「南関東」としてふるさと切手を販売したことがあるほか、1999年のしまなみ海道開通を記念して中国郵政局と四国郵政局が合同して発行したこともある。

## 題材
ふるさと切手はふるさと振興の意図で地域の風物や行事をテーマにして発行される切手であり、各郵政局ないし支社が切手の企画を行ったことから様々な題材が取り上げられた。図案には前述のように独特な字体による「日本郵便」と表記と各県名と題名が表示されていた。多くは一回の発行で一県のみが取り上げられたが、オムニバス方式で同時に発行することもあった。
題材として各地の著名な観光地や祭り特産品の果物や花といった特殊切手のようなものがある反面、地方博覧会や国民体育大会や全国植樹祭といったイベントを題材とした記念切手もあった。1998年の沖縄県版は、琉球郵政庁が発行していた琉球切手発行から50周年に合わせて、最初に発行されたソテツ5銭切手と最後に発行された切手趣味週間「ゆしびん」3セント切手を題材にし、「琉球切手50周年」の文字をあしらっている。
切手図案作成者も、本局のデザイナーではなく地方郵政局の手配した個人による図案を元に切手にしたものも多かった。なかには俳優の中尾彬による千葉県版「証城寺の狸ばやし」（1989年）や漫画家の富永一朗による大分県版「高崎山のサル」（1989年）、ジミー大西による大阪府版「第23回世界新体操選手権」（1999年）といった切手の図案作成初体験者の著名人によるものもあった。

## 現在
郵政事業民営化により発足した日本郵便では、2008年度以降各支社ごとによるふるさと切手の立案と発行を取りやめ、「ふるさと」をテーマにした切手をふるさと切手として発行することになった。そのため現在ではふるさと切手は原則として全国発行されるようになった。なお、最後の地域限定のふるさと切手は日本郵便発足直後の2007年11月5日に発行した愛知県版「名古屋港」（10種）である。
現在、ふるさと切手として発行されている題材は国土緑化と国民スポーツ大会（旧称：国民体育大会）のみであり、「日本郵便」の字体も従来のふるさと切手に見られた独特な字体ではなくなっている。このほか、シリーズものとして「ふるさと心の風景」「ふるさとの祭」「江戸の浮世絵」「ふるさとの花」「観光地」も発行されていた。
ただしふるさと切手の増刷は行われており、この増刷された切手は従来のように販売地域が限定されていることが多い。また、増刷時に著しく形態が代わったものにシール式「ふるさと切手」がある。これは1995年に初版を発行した奈良県版「奈良と太平記」（吉野の春、吉野の秋）のうち2009年に「吉野の春」のみを増刷した際にグラビア印刷からオフセット印刷に変更された上にふるさと切手として初のシール式切手になったことが話題になった。なお、シール式切手になった理由は国立印刷局の印刷機に空きがなく外部の印刷会社に印刷を依頼した結果、偶然にそうなったものである。